# Каузальная циклическая диаграмма

Каузальная циклическая диаграмма, отображающая банковский баланс и заработанные проценты

Каузальная циклическая диаграмма (CLD) — это каузальная диаграмма, которая помогает визуализировать взаимосвязь различных переменных в системе. Схема состоит из множества узлов и ребер. Узлы представляют переменные, а ребра — связи, которые представляют связь или отношение между двумя переменными. Ссылка, отмеченная положительно, указывает на положительное отношение, а ссылка, отмеченная отрицательно, указывает на отрицательное отношение. Положительная причинно-следственная связь означает, что два узла изменяются в одном направлении, то есть если узел, в котором начинается связь, уменьшается, другой узел также уменьшается. Аналогично, если узел, в котором начинается связь, увеличивается, то увеличивается и другой узел. Отрицательная причинно-следственная связь означает, что два узла изменяются в противоположных направлениях, то есть если узел, в котором начинается связь, увеличивается, то другой узел уменьшается и наоборот.
Замкнутые циклы на диаграмме являются очень важными особенностями CLD. Замкнутый цикл определяется как усиливающий или уравновешивающий контур обратной связи. Усиливающая петля — это цикл, в котором эффект изменения любой переменной распространяется через петлю и возвращается к переменной, усиливающей начальное отклонение, то есть если переменная увеличивается в усиливающей петле, то эффект через цикл будет возвращать увеличение той же переменной и наоборот. Уравновешивающий цикл — это цикл, в котором эффект изменения какой-либо переменной распространяется через цикл и возвращает переменной отклонение, противоположное исходному, то есть если переменная увеличивается в уравновешивающем цикле, то эффект через цикл возвращает уменьшение той же переменной и наоборот.
Если переменная изменяется в усиливающем цикле, эффект изменения усиливает первоначальное изменение. Затем он создаст ещё один усиливающий эффект. Не разорвав петлю, система попадет в порочный круг круговых цепных реакций. По этой причине замкнутые контуры являются критическими характеристиками CLD.
Пример положительной обратной связи:
- Сумма на банковском балансе будет влиять на сумму заработанных процентов, представленную на диаграмме верхней синей стрелкой.
- Поскольку увеличение банковского баланса приводит к увеличению заработанных процентов, эта связь положительна и обозначается знаком «+».
- Заработанные проценты добавляются к банковскому балансу, это также положительная ссылка, представленная нижней синей стрелкой.
- Причинно-следственный эффект между этими узлами образует положительную усиливающую циклическую связь, представленную зелёной стрелкой, которая обозначается буквой «R»[2].

## История
Использование узлов и стрелок для построения ориентированных графовых моделей причинно-следственных связей восходит к изобретению метода анализа путей Сьюаллом Райтом в 1918 году, задолго до системной динамики. Однако из-за ограниченности генетических данных эти ранние причинные графы не содержали петель —они были направленными ациклическими графами. Первое формальное использование диаграмм причинных петель было объяснено доктором Деннисом Медоуз на конференции для педагогов.
Медоуз объяснил, что когда он и другие исследователи работали над моделью World3, они поняли, что не смогут использовать компьютерный вывод, чтобы объяснить, как работают петли обратной связи в их модели при представлении своих результатов другим. Они решили показать петли обратной связи, используя стрелки, соединяющие названия основных компонентов модели в петлях обратной связи. Возможно, это было первое формальное использование диаграмм причинно-следственных связей.

## Положительные и отрицательные причинно-следственные связи
Положительная причинно-следственная связь означает, что два узла изменяются в одном направлении, то есть если узел, в котором начинается связь, уменьшается, то уменьшается и другой узел. Аналогично, если узел, в котором начинается связь, увеличивается, то увеличивается и другой узел.
Отрицательная причинно-следственная связь означает, что два узла изменяются в противоположных направлениях, то есть если узел, в котором начинается связь, увеличивается, то другой узел уменьшается, и наоборот.

Динамическая схема причинно-следственных связей: положительные и отрицательные связи

## Усиливающие и балансирующие циклы
Чтобы определить, является ли каузальный цикл усиливающим или балансирующим, можно начать с предположения, например, «Узел 1 увеличивается», и следовать вокруг цикла. Усиливающие циклы имеют четное число отрицательных связей, а балансирующие — нечетное.
Выявление усиливающих и балансирующих циклов является важным шагом для выявления эталонных моделей поведения, то есть возможных динамических моделей поведения системы. Усиливающие петли связаны с экспоненциальным увеличением/уменьшением.
Балансирующие циклы связаны с достижением плато. Если система имеет задержки (часто обозначаемые путем проведения короткой линии через причинно-следственную связь), то она может колебаться.

### Примеры

Причинно-следственная петлевая диаграмма Жизненный цикл принятия технологии, используемая для демонстрации системной динамики.

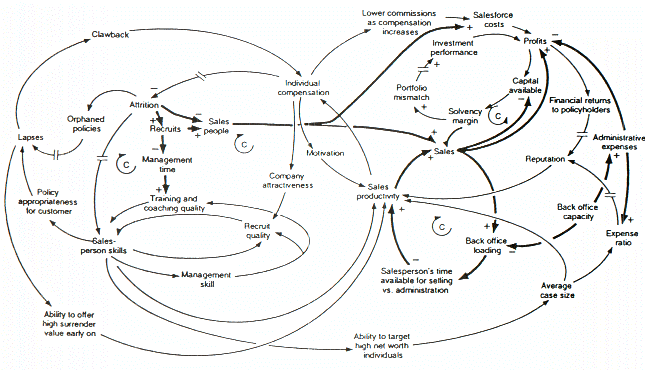
Причинно-следственная циклическая диаграмма модели, исследующей рост и упадок компании по страхованию жизни